# Perrouse
Perrouse település Franciaországban, Haute-Saône megyében. Lakosainak száma 279 fő (2022. január 1.). Perrouse Sorans-lès-Breurey, Mérey-Vieilley, Buthiers, Cromary és Voray-sur-l’Ognon községekkel határos.

## Népesség
A település népességének változása:
| Lakosok száma | 252  | 261  | 271  | 267  | 270  | 272  | 275  | 283  | 279  |
|               | 2013 | 2015 | 2016 | 2017 | 2018 | 2019 | 2020 | 2021 | 2022 |